# Syntretus politus
Syntretus politus är en stekelart som först beskrevs av Johannes Friedrich Ruthe 1856.  Syntretus politus ingår i släktet Syntretus och familjen bracksteklar. Arten är reproducerande i Sverige. Inga underarter finns listade i Catalogue of Life.